# Джованна Арагонская (герцогиня Палиано)
Джованна Арагонская, герцогиня Палиано (итал. Giovanna d'Aragona, duchessa di Paliano; 1502, Неаполь — 11 сентября 1575, Неаполь) — дочь Фердинандо Арагонского, 1-го герцога Монтальто (побочного сына Фернандо I Неаполитанского и Дианы Гуардато) и Кастелланы ди Кардона (дочери герцога Сома). Жена Асканио Колонна (1495—1555), герцога Палиано и графа Тальякоццо (брата Виттории Колонна).

## Биография
В 1521 году была выдана замуж по воле императора Карла V, от этого брака родился, в числе прочих, Маркантонио Колонна, будущий победитель в битве при Лепанто. Супруги жили несчастливо, Джованна последовала за мужем в Марино, но он пренебрегал ею. Он отдавал все своё время астрологии и алхимии, и тратил на это все своё состояние. Поэтому в 1538 году с согласия императора они разъехались, и она жила в Арагонском замке на Искии и в неаполитанском Кастель-дель-Ово.
Констанца д’Авалос, герцогиня Франкавилла, на вопрос о своих современницах, кого она считает несчастными, ответила: «Герцогиню Тальякоццкую Джованну ди Арагона Колонна, принцессу Салерно и герцогиню Амальфскую Констанцу д’Авалос Пикколомини, поскольку, наделённые природой красотой и благородным происхождением, фортуной — удачей и удачным жребием достойного брака, все три эти дамы, в самом расцвете своего возраста и великой красоты, столь мало ценятся своими мужьями».

## Интересные факты
Луврский портрет Изабеллы де Рекесенс, жены герцога Сома, вследствие ошибки аббата Брантома долгое время считался изображающим герцогиню Палиано. Авторы портрета согласно Вазари — Рафаэль и его ученик Джулио Романо.